# Irena Löblová

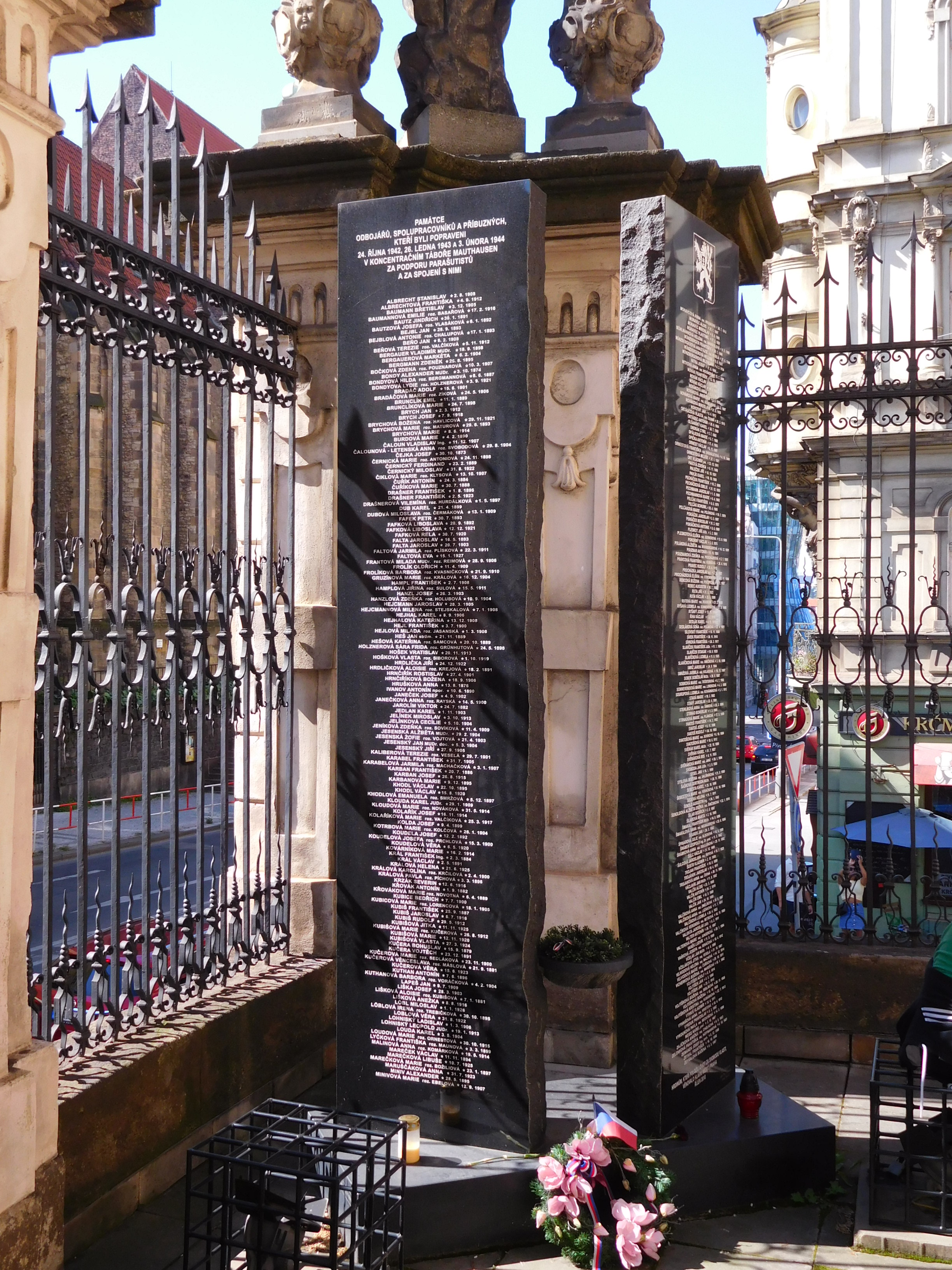
Pomník odbojářům popraveným a umučeným v souvislostí s operací Anthropoid (Resslova ulice)

Irena Löblová, rozená Třebícká, (30. října 1895 Počátky / Žirovnice – 24. října 1942 koncentrační tábor Mauthausen) patřila za Protektorátu Čechy a Morava k podporovatelům parašutistů plánujícím útok na Reinharda Heydricha. Spolu se svojí dcerou Věrou Löblovou (1922–1942) a synem Miroslavem Löblem (1926–1942) se Irena účastnila podpory parašutistů z výsadku Silver A.

## Život
Irena Löblová se narodila v Počátcích 30. října 1895 jako Irena Třebícká. Její matkou byla Aloisie Třebícká (rozená Povolná), jejím otcem byl Viktor Třebícký. Byla římsko-katolického vyznání a byla provdána za Theodora Löbla, se kterým měla dvě děti. Starší dceru Věru Löblovou (* 31. srpna 1922 – 24. října 1942 koncentrační tábor Mauthausen), která byla zasnoubena s odbojářem a významným podporovatelem parašutistů výsadku Anthropoid Vlastimilem (Aťou) Moravcem. V roce 1926 se manželům Löblovým narodil syn Miroslav Löbl (* 1. ledna 1926 – 24. října 1942 koncentrační tábor Mauthausen), kterému v létě roku 1942 bylo 16 let a byl studujícím. V protektorátní době již Irenin manžel Theodor Löbl nežil a ovdovělá Irena se svými dětmi bydlela v Praze–Strašnicích v Černokostelecké ulici číslo popisné 899/4 (Německy se ulice jmenovala Schwartzkosteletzer).

Rodina Löblova
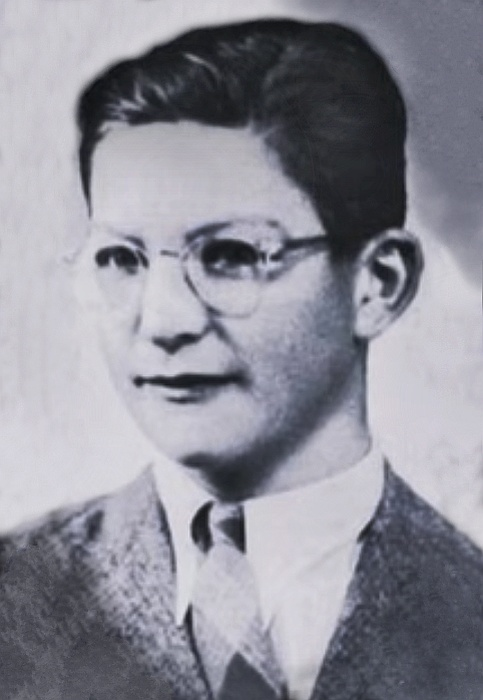
Její syn Miroslav Löbl
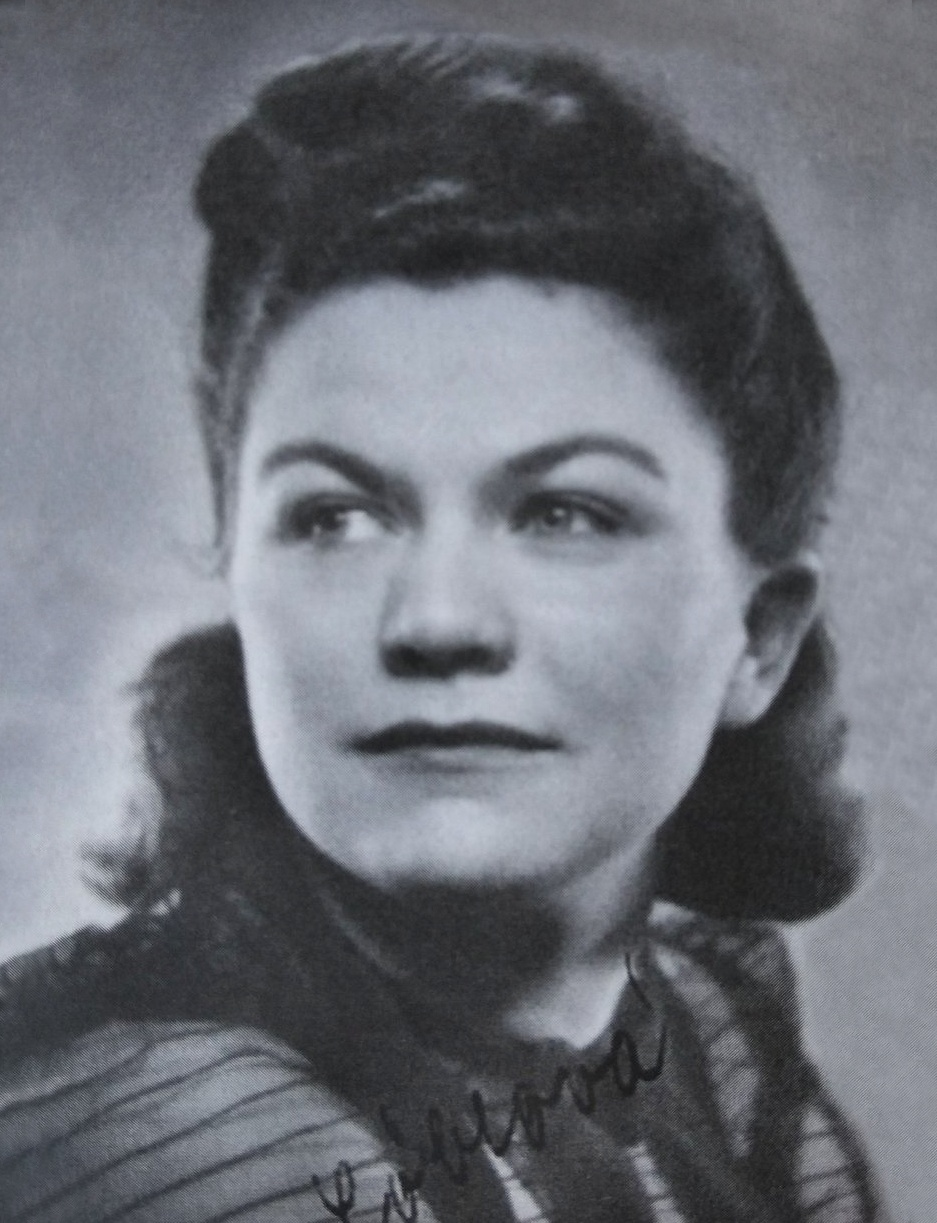
Její dcera Věra Löblová
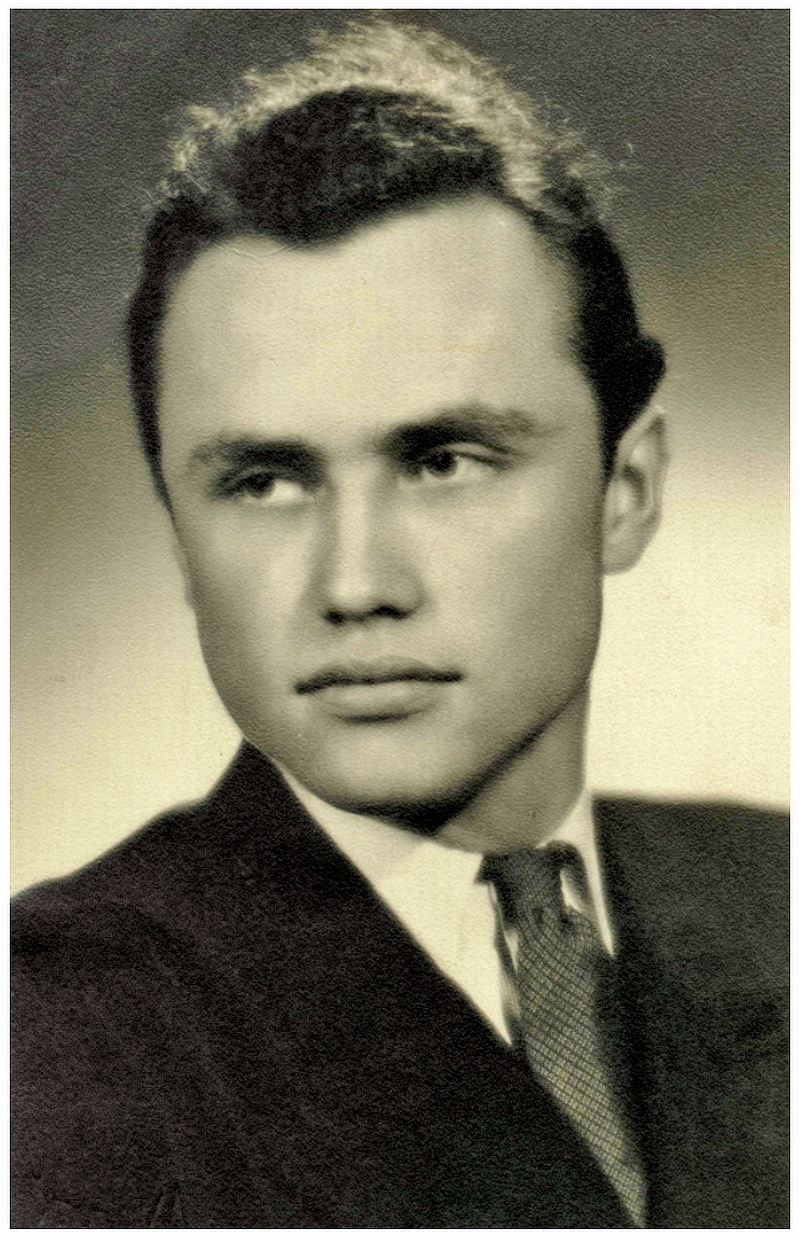
Snoubenec její dcery Vlastimil (Aťa) Moravec

Spolu se svojí dcerou Věrou a synem Miroslavem podporovala parašutisty – v jejich bytě se ukrýval (a přespával) na začátku května 1942 (mimo jiné) zástupce velitele paravýsadku Silver A rotmistr Josef Valčík.
Irenu Löblovou (a ostatní členy rodiny) zatklo gestapo 22. června 1942 a stanný soud v Praze ji v nepřítomnosti 29. září 1942 odsoudil k trestu smrti.
Z německé policejní věznice v Praze na Pankráci ji deportovali do Malé pevnosti v Terezíně a odtud (společně s dalšími spolupracovníky a rodinnými příslušníky atentátníků) do koncentračního tábora Mauthausen. Tam byla zavražděna výstřelem z malorážní pistole do týla při fiktivní lékařské prohlídce v odstřelovacím koutě mauthausenského „bunkru“ dne 24. října 1942 v 11.20. Spolu s ní ve stejný den, na stejném místě a stejným způsobem byly popraveni i její dcera Věra a syn Miroslav.

## Připomínka
Její jméno (Löblová Irena roz. Trebičková *30.10.1895), jméno její dcery (Loblová Věra *31.8.1922) i jméno jejího syna (Löbl Miloslav *1.1.1926) jsou uvedena na pomníku při pravoslavném chrámu svatého Cyrila a Metoděje (adresa: Praha 2, Resslova 9a). Pomník byl odhalen 26. ledna 2011 a je součástí Národního památníku obětí heydrichiády.

### Poznámky

Osoby zatčené 22. června 1942
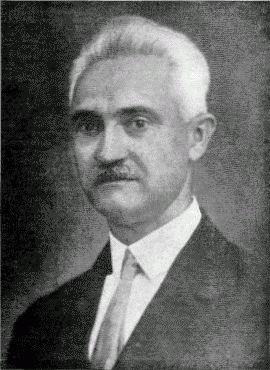
Jan Sonnevend
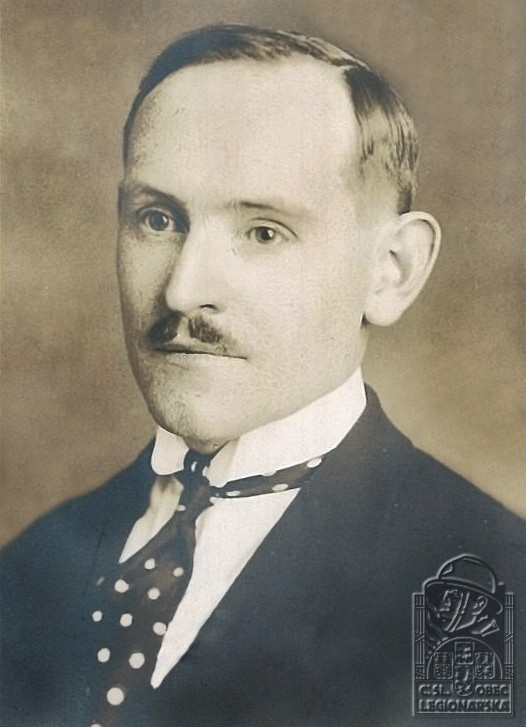
Petr Fafek
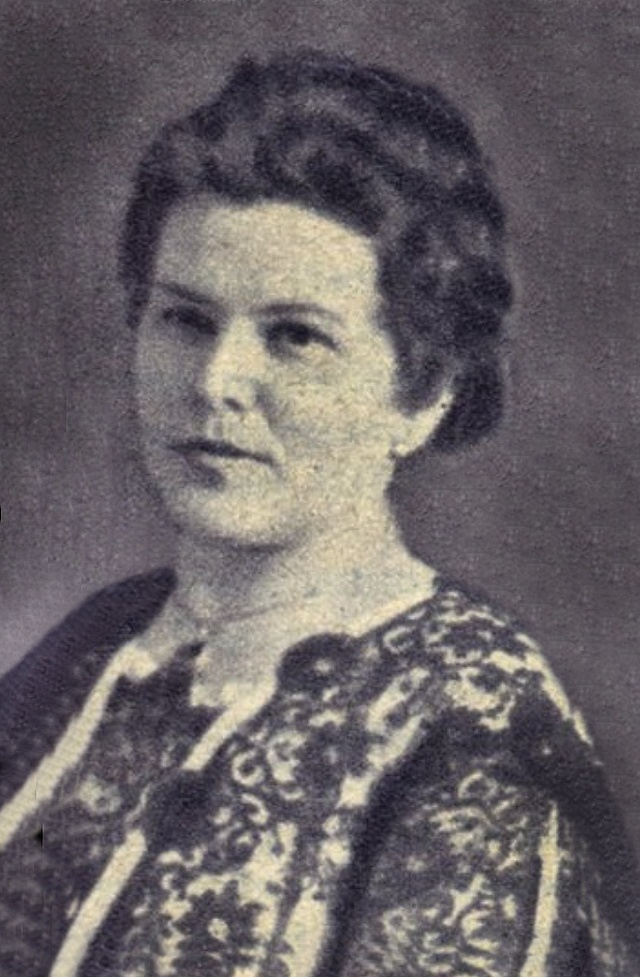
Liboslava Fafková starší
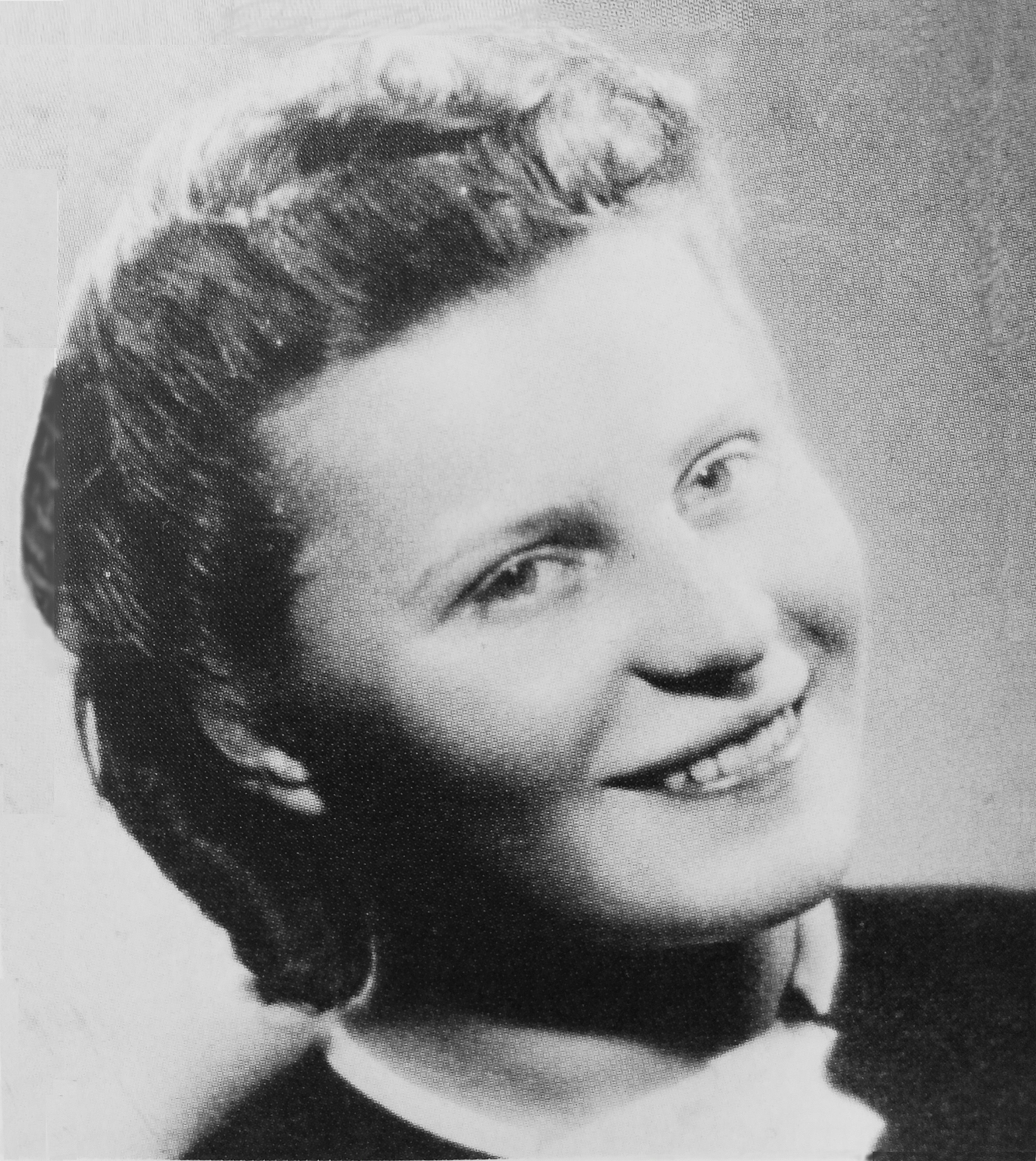
Liboslava Fafková mladší
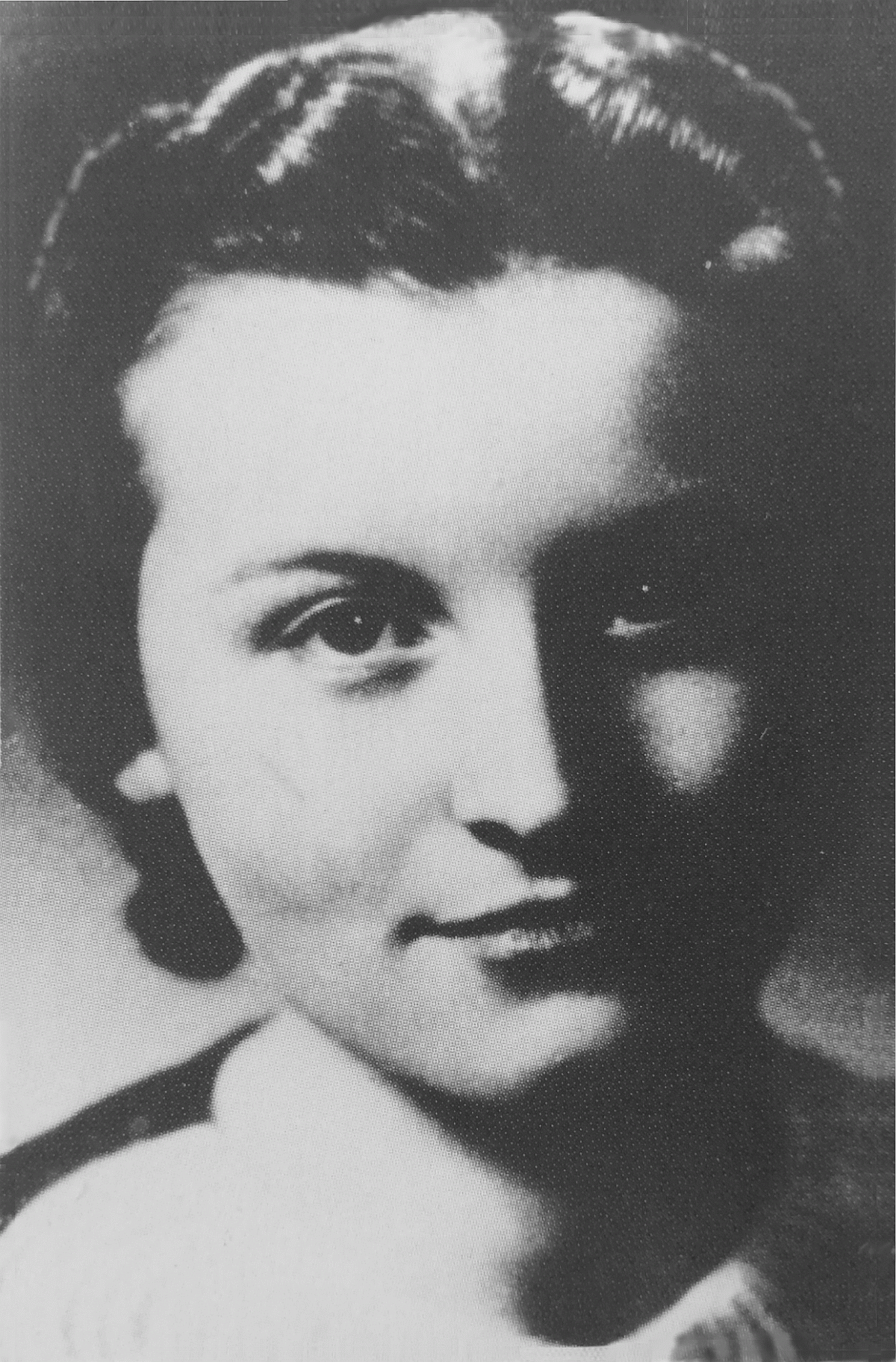
Rela Fafková
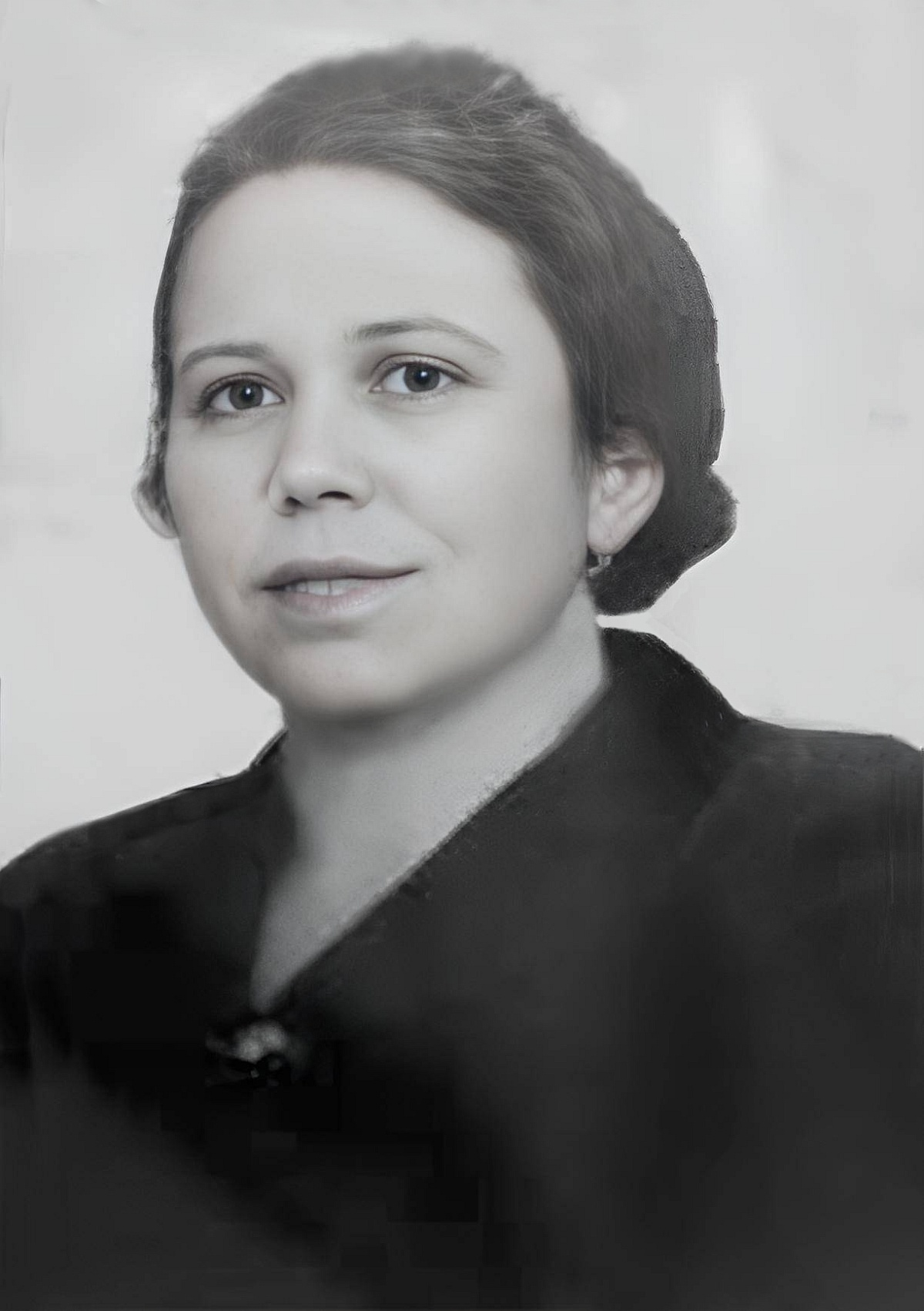
Marie Bradáčová
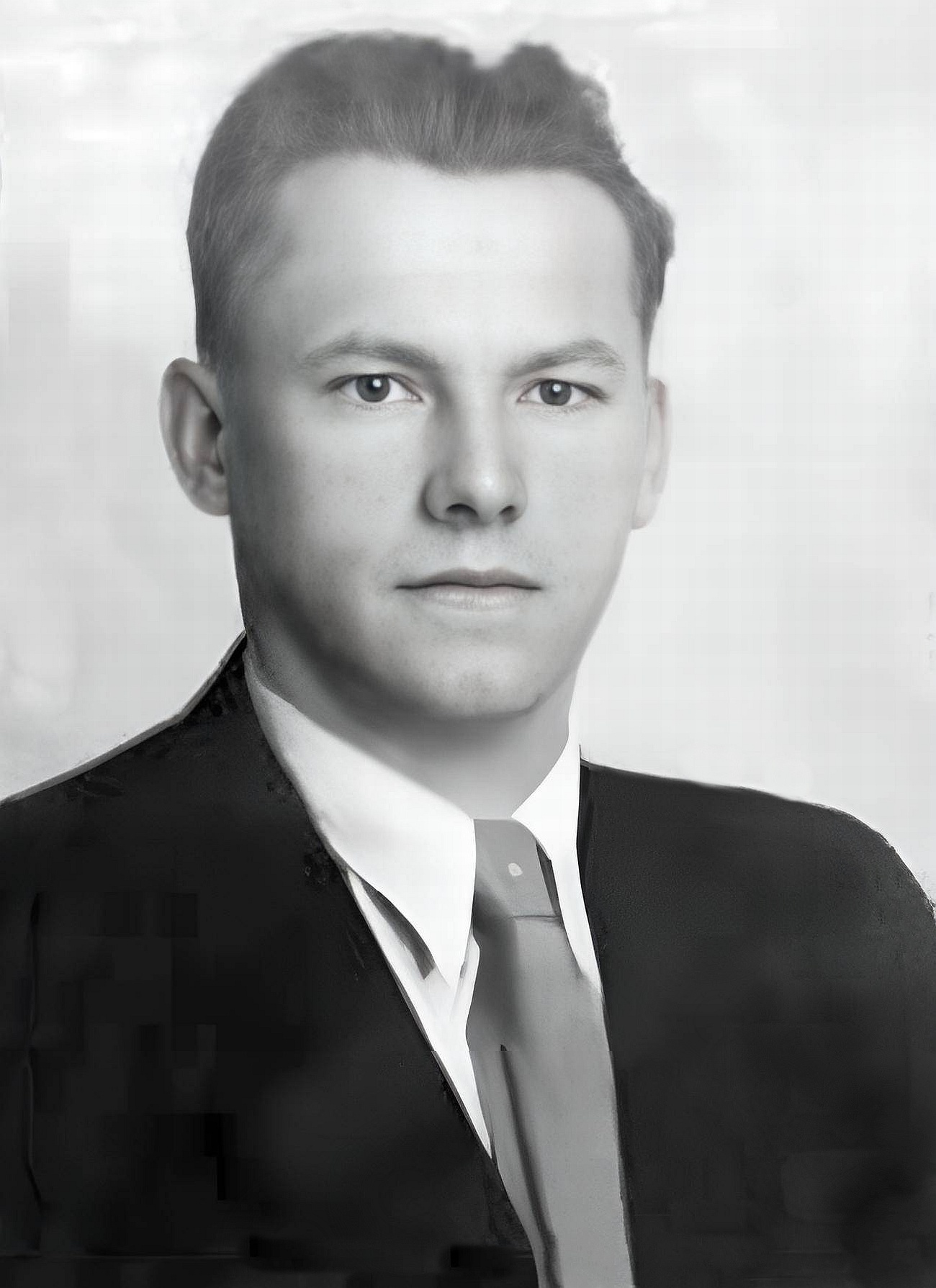
Adolf Bradáč